# Абашево (Ярославская область)
Абашево — деревня в Большесельском районе Ярославской области России.
В рамках административно-территориального устройства относится к Большесельскому сельскому округу Большесельского административного района, в рамках организации местного самоуправления включается в Большесельское сельское поселение Большесельского района муниципального района.

## Название
Деревня Абашева указана на плане Генерального межевания Рыбинского уезда 1792 года.

## География
Деревня расположена в центральной части области, в северной части района, в зоне хвойно-широколиственных лесов, при региональной автодороге 78Н-0067.

### Климат
Климат характеризуется как умеренно континентальный, с коротким, относительно тёплым летом и продолжительной многоснежной умеренно холодной зимой. Среднегодовая температура воздуха +3…+5 °C. Средняя температура воздуха самого холодного месяца (января) −12…−10,5 °C; самого тёплого месяца (июля) +17,5…+18,5 °C. Вегетационный период длится около 123 дней. Годовое количество атмосферных осадков составляет 500—600 мм, из которых большая часть выпадает в тёплый период. Снежный покров держится в среднем 150 дней.

## Население
| 2007 | 2010 |
| ---- | ---- |
| 22   | ↗25  |

## Инфраструктура
Личное подсобное хозяйство с зоной сельскохозяйственного использования, индивидуальная застройка усадебного типа.

## Транспорт
Деревня доступна автотранспортом по просёлочной дороге, ведущей от деревни Новое Гостилово на север, к деревне Александрова Пустынь, которая находится уже в Рыбинском районе. Дорога эта проходит через деревни Безгачево, Абашево и Медведево.